# Katsumi Nakamura
Katsumi Nakamura (en japonais : 中村 克 Nakamura Katsumi), né le 21 février 1994 à Tokyo, est un nageur japonais, spécialiste de nage libre.
Il participe aux Jeux olympiques de 2016 sur le relais 4 × 100 m nage libre. Il termine second du 100 m nage libre à 1/100e du vainqueur Shinri Shioura, lors des Jeux asiatiques de 2018.
Il détient le record national du 50 m (21 s 87, également record d'Asie) et celui du 100 m nage libre, ce dernier obtenu le 18 février 2018 à Tokyo, en 47 s 87.